# Чаркен

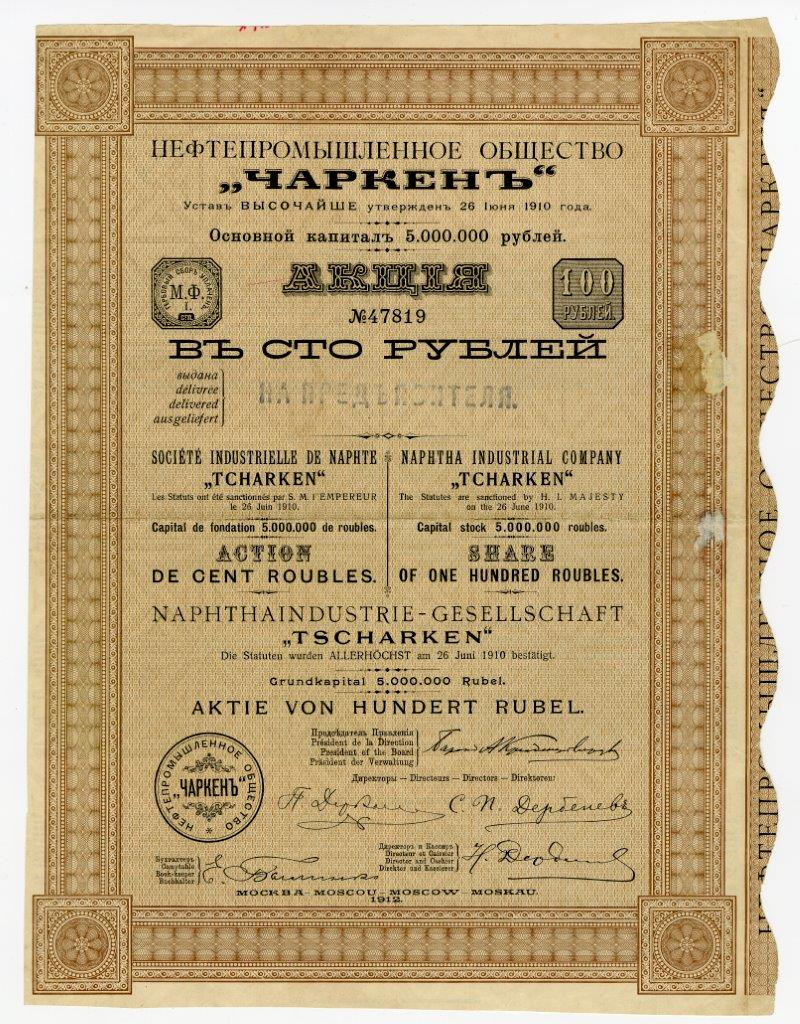
Акция в 100 руб. на предъявителя Нефтепромышленного общества «Чаркен» с основным капиталом в 5 млн руб. Москва, 1912 г.

Нефтепромышленное общество «Чаркен» учреждено в 1910 г. (Устав компании Высочайше утвержден 26 июня) для освоения первого на территории современной Туркмении, открытого в 1877 г. нефтяного месторождения Челекен, относящегося к Западно-Туркменской нефтегазоносной области и расположенного на одноименном полуострове (до 1930-х гг XX в. — острове) в восточной части Каспийского моря.
Основной капитал АО «Чаркен» составлял 5 млн.руб., правление Общества заседало в Москве, в его состав входили потомственные почетные граждане П. Н. Дербенев, Н. И. Дербенев, а также В. Я. Бурдаков, И. Ф. Шмидт. Председателем Правления был известный российский политик и предприниматель барон Александр Амандович Крюденер-Струве.